# Fibre
Pour les articles homonymes, voir Fibre (homonymie).
 (décembre 2008).
Une fibre est une formation élémentaire, végétale ou animale, d’aspect filamenteux, se présentant généralement sous forme de faisceaux. On emploie également ce terme par extension pour désigner certains matériaux minéraux ou synthétiques ayant le même aspect.

## Typologie
- Fibre naturelle (liste) :
  - Fibre d'origine animale
  - Fibre d'origine végétale
- Fibre "chimique", fabriquée par l'homme
  - Fibre artificielle
  - Fibre synthétique
- Fibre minérale ou métallique
  - Fibre d'aluminium
  - Fibre toxique

Les fibres sont présentées à l'état naturel un peu partout dans l'univers. Elles sont généralement l'ossature des végétaux (lin, coton). On les rencontre aussi dans certains minéraux (amiante).
L'Homme, par l'intermédiaire des industries, fabrique de nombreuses variétés de fibres synthétiques, semi-synthétiques, ou à partir d'éléments naturels, mais ne possédant pas ces formes (nylon, fibre optique).
Les fibres peuvent être classées selon leur origine, leur longueur, leur consistance ou même selon leur utilisation.
En général on distingue deux grandes familles : les fibres naturelles et les fibres dites « chimiques » mais l'expression anglaise man-made fibers (fibres faites par l'homme) conviendrait mieux car toutes les fibres ont une composition chimique. Ainsi le coton est composé de cellulose exactement comme la viscose fabriquée par l'homme.

### Fibres naturelles

#### Fibres d'origine végétale (cellulosiques)

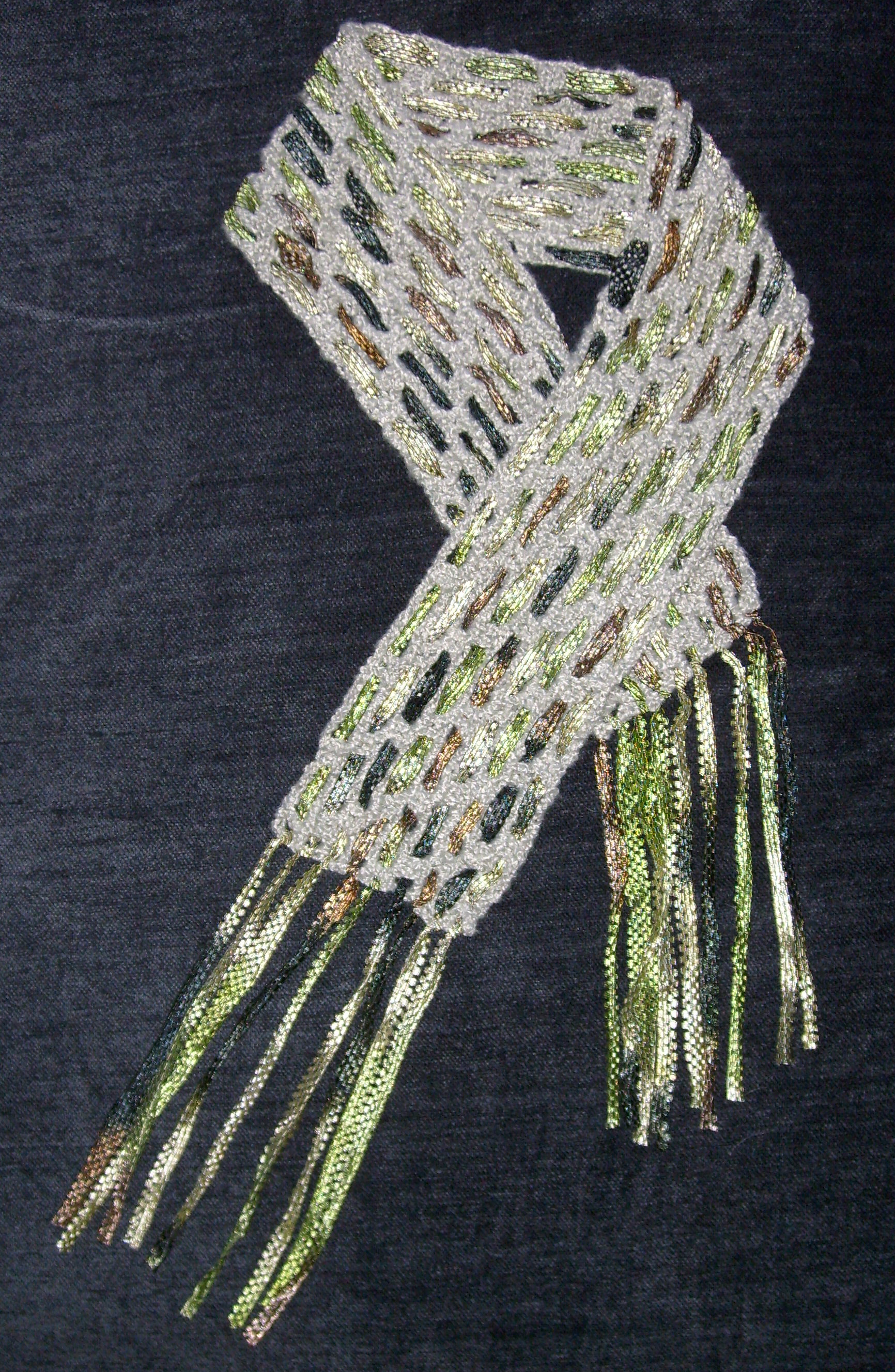
Une écharpe faite de fibres de bambous et de rubans

- Fibres principales
  - Coton
  - Lin cultivé
  - Chanvre
  - Ramie
  - Jute
- Fibres secondaires
  - Abaca
  - Alfa
  - Kapok
  - Coco
  - Genêt
  - Henequen
  - Kenaf
  - Maguey
  - Paille
  - Sisal
  - Bambou

#### Fibres d'origine animale (protéiques)
- Laine
  - Alpaga
  - Chameau
  - Cachemire
  - Guanaco
  - Lapin angora
  - Mohair
  - Vigogne
  - Yack
- Soie

##### Biologie
- Fibre de projection, ensemble d'axones dans le cerveau humain.

#### Fibres d'origine minérale (silicatées) ou métalliques
- [1]Verre
- Amiante
- Basalte
- Carbone
- Fer/Acier/Inox
- Argent/Or
- Cuivre
- Aluminium
- Tourbe

### Fibres "chimiques" (man-made fibers)

#### Fibres artificielles
- Fibres artificielles d'origine végétale
  - Cellulosiques
    - Viscose, Cupro, Modal, Lyocell, Seacell, Lenpur
    - Acétate de cellulose, diacétate de cellulose, triacétate de cellulose

  - Non cellulosiques
    - Alginate, fibre de maïs, fibre de lait
- Fibres artificielles d'origine animale
  - Chitine (carapaces de crustacés)